# Kurt Lauber
Kurt Lauber (* 14. Mai 1893 in Bremen; † 1971 in Haar bei München) war ein deutscher Bildhauer und Maler. Sein Werk wird dem Expressionismus, der Neuen Sachlichkeit sowie der Verschollenen Generation zugerechnet.

## Leben und Werk
Nachdem er in Mannheim aufgewachsen war, erhielt Kurt Lauber von 1910 bis 1911 seinen ersten Zeichenunterricht an der Staatlichen Akademie der Bildenden Künste Karlsruhe von Hans Thoma und Wilhelm Trübner. Anschließend wechselte er nach Berlin, wo er im Atelier unter Georg Kolbe und Walter Schott studierte. Von 1923 bis 1927 nahm Kurt Lauber sein Studium wieder auf und wurde der Meisterschüler von Hugo Lederer. Nach der Beendigung, verbrachte er ein Jahr von 1928 bis 1929 in Rom, wo er einige Zeit Gast der Deutschen Akademie Rom Villa Massimo war. 
Künstlerisch fokussierte er sich auf die Produktion von Kleinplastiken, vor allem Porträtbüsten und Akte. In Berlin wurden seine Arbeiten in der Akademie der bildenden Künste Berlin sowie der Berliner Sezession ausgestellt. 1920 stellte er in einer Doppelausstellung mit dem expressionistischen Bildhauer Franz Gelb in der Kunsthalle Mannheim aus.
Nachdem sein Atelier ausgebombt wurde, lebte er ab 1956 in München, wo er skulpturale Aufträge für den öffentlichen Bau entgegennahm.
Seine Arbeiten befinden sich in der Kunsthalle Mannheim und der Kunsthalle Karlsruhe.